# マーク・キング (ベーシスト)
マーク・キング（Mark King、1958年10月20日 - ）は、イギリス・ワイト島出身のベーシスト兼ボーカリストで、レベル42のリーダー。1980年代以降、ベースギターのスラップ奏法の発展と普及に貢献している。

## 略歴

### 出自
イングランドの南岸にある小さな島、ワイト島に生まれる。父レイモンドは酪農家。中学時代、音楽の教師に勧められてミュージシャンを志した息子に、父は10イギリスポンドのドラムセットを買い与えた。こうしてキングはそのキャリアをドラマーとして出発させた。
イギリスの雑誌やインタビューによると、学生時代に開かれたワイト島音楽祭にも触発されたようだ。父はワイト島で囚人担当の役人という話だった。

### レベル42時代
19歳でロンドンに転居。1979年、マイク・リンダップにフィル・グールド、ローランド・チャールズ・グールド兄弟を加えレベル42を結成するも、当時はまだドラマーだった。バンドにベーシストが必要になり、21歳の時しぶしぶベーシストに転向したことは、キングの後生のキャリアからは特筆に値する。1980年代の雑誌やTVインタビューではマーク自身、19歳でロンドンの楽器店に就職したが「本当はドラム販売担当になりたかったが、募集がベースギター販売担当だったので楽器店にはベーシストであるということで、やむを得ずベース販売員で就職し、お客さんが店内でベースを試奏しているのを見よう見真似で演奏を覚えた」と言っている。21歳の頃には、スラップができるベーシストになっていたのであろう。

レベル42は、ワイト島で行われた初期のライブでインディーズレーベル主催者の目に止まり契約。翌年にはポリドール・レコードと再契約した。1981年には最初のトップ40入りシングル「ラブ・ゲーム」をリリースし、BBCのTV番組「トップ・オブ・ザ・ポップス」に初出演。1983年のシングル「サン・ゴーズ・ダウン」でブレイクした。1981年にはポリスのツアーをサポート。続く1986年にはスティーヴ・ウィンウッド、1987年にはマドンナをサポートし、1986年にはプリンス・トラスト・チャリティー・コンサートにおいてエリック・クラプトン、フィル・コリンズ、マーク・ノップラー、エルトン・ジョンらと競演。1994年に解散。

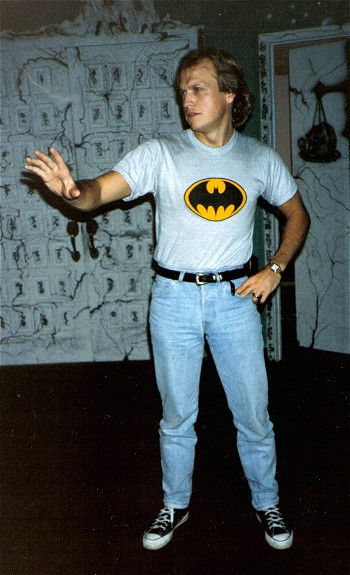
バットマンに扮する？キング、1987年カリフォルニア州サンタクララにて

### ソロとその後
1984年にファースト・ソロ・アルバム『インクレディブル ファンク・ベース (Influences)』を発表。セカンド・アルバムはバンド解散後、1998年発表の『ワン・マン』である。『ワン・マン』発表に続くヨーロッパ・極東ツアーを経て再び脚光を浴びた。
1999年には未発表曲を集めた自主製作アルバム『Trash』をリリース。レコード会社を介さず、レベル42のサイトから注文を受け、キング自身がMacintoshとインクジェットプリンターを用いてCDを作成し、代金17イギリスポンドでファンに通信販売した。続くライブ・アルバム『Live At The Jazz Cafe』、『Live On The Isle of Wight』も同様の手法で製作・販売を行った。ユニヴァーサルとの契約は残っているものの、2007年の『Retroglide Live』のDVDをはじめとして、キングは自分のレーベルSummerhouse Record labelでのライブ盤製作を続けている。
2006年にレベル42を再結成、『Trash』を除けば8年ぶりとなるスタジオ録音のニュー・アルバム『Retroglide』を発表。
2017年、エイドリアン・ブリュー（ギター、キング・クリムゾン）、ヴィットリオ・コスマ（キーボード、プレミアータ・フォルネリア・マルコーニ）、スチュワート・コープランド（ドラムス、ザ・ポリス）とギズモドロームを結成。同年に同名アルバム、2021年にはライブ・アルバムGizmodrome Liveを発表。

## プレイ・スタイル
キングは1980年代におけるベースギターのスラップ奏法の発展に寄与した。スラップ奏法は1970年代にファンク奏者のラリー・グラハムらにより始められたとされ、スタンリー・クラークやマーカス・ミラーらのフュージョン奏者により発展を遂げてきた。キングは高速スラップを編み出し、ベースラインを弾きながらもパーカッシヴな効果を加えるという高度な演奏テクニックを広めた。
キングの奏法は「マシンガン・スタイル」とも呼ばれる16分音符の連奏によるもので、ポッピング・ハンマリング・スラッピング（時に左手によるスラップ）を超高速で組み合わせたものである。キングとレベル42は、1970年代から80年代にかけてのブリティッシュ・ファンク・ムーブメントに最も大きな影響を与えたアーティストと言われる。
江川ほーじん（元爆風スランプ）は、マーク・キングをライバル視していたと語っている。
演奏時に右手の親指にテーピングしているのは、1981年のオランダでのツアーの際に、高速サムピングにより親指関節部を切って痛めてしまったのがきっかけで、指の保護のためである。それ以来ライブ、レコーディングでの演奏時には常に巻いている(本人談)。使用楽器は、最近では主にStatus Graphiteのベースを使用しており以前はアレンビック製、Jay-Dee製、使用弦については１弦から順に030-050-070-090というかなり細いゲージのベース弦を使用している。アンプはAshdown製の自身のシグネイチャー・モデルや，最近ではT.C.Electronic製のものを使用しているが、過去にはトレースエリオット製を使用していた。

## ディスコグラフィ

### アルバム
- 『インクレディブル ファンク・ベース』 - Influences (1984年)
- 『ワン・マン』 - One Man (1998年)
- Trash (1999年)
- Live at the Jazz Cafe (1999年) ※ライブ
- Live on the Isle of Wight (2000年) ※ライブ

### ギズモドローム
- 『ギズモドローム』 - Gizmodrome (2017年)
- Gizmodrome Live (2021年)[1]

### シングル
- "I Feel Free" (1984年)
- "Bitter Moon" (1998年)

### DVD
- Mark King - One filter (1999年) ※ライブ
- Mark King Group - Live at the Jazz Cafe (1999年) ※ライブ
- Grupo Mark King - Live at the Isle of Wight (2000年) ※ライブ